# Nephrocerus slossonae
Nephrocerus slossonae är en tvåvingeart som beskrevs av Johnson 1915. Nephrocerus slossonae ingår i släktet Nephrocerus och familjen ögonflugor.
Artens utbredningsområde är New Hampshire. Inga underarter finns listade i Catalogue of Life.